# Solanum sanchez-vegae
Solanum sanchez-vegae ist eine Pflanzenart aus der Gattung der Nachtschatten (Solanum). Innerhalb der Gattung wird sie in die Dulcamaroid-Klade eingeordnet. Die Art wurde 2010 von Sandra Knapp erstbeschrieben.

## Beschreibung

### Vegetative Merkmale

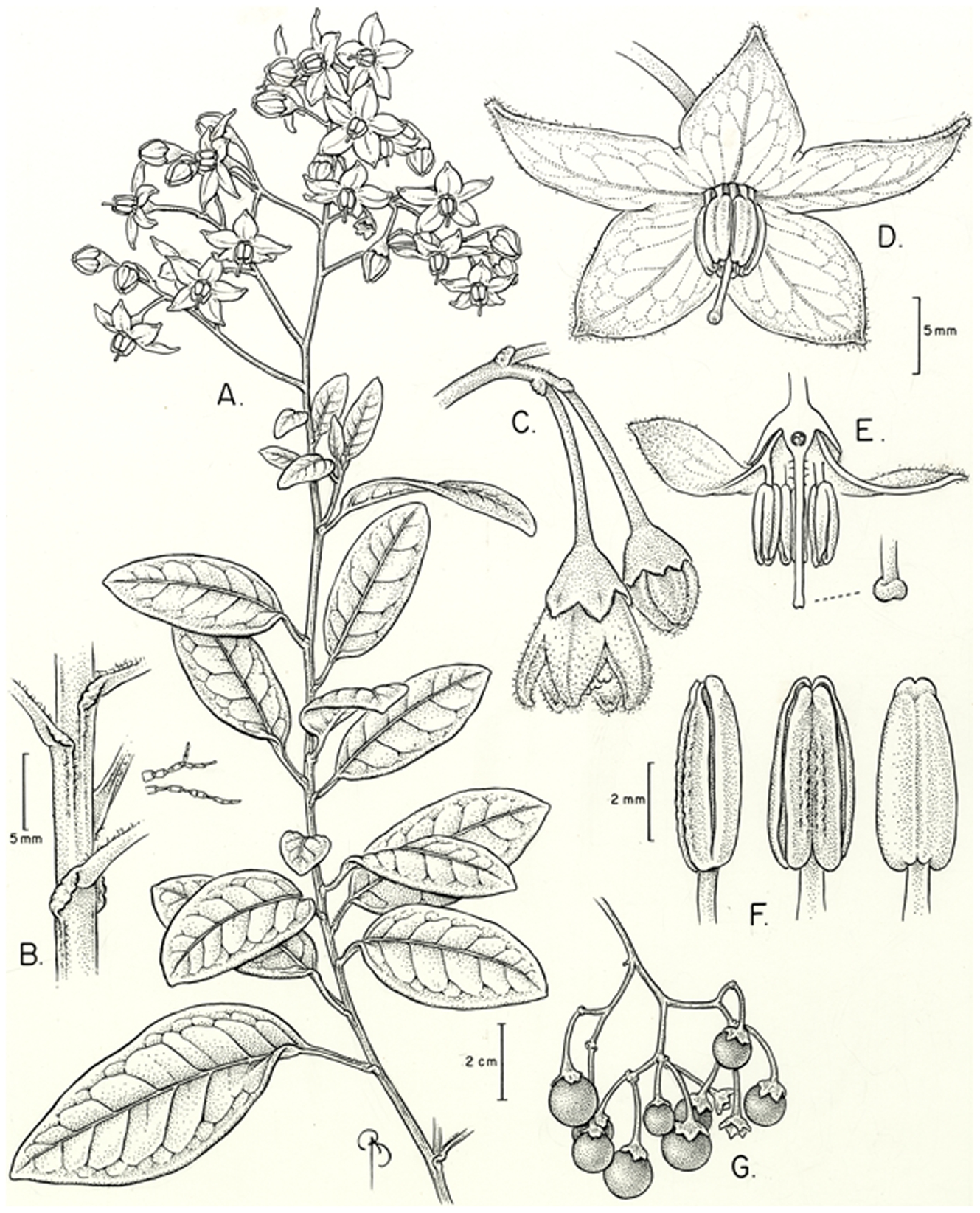
Zeichnung aus der Erstbeschreibung von Solanum sanchez-vegae

Solanum sanchez-vegae ist eine verholzende Liane oder ein locker wachsender Strauch mit einer Länge von bis zu 6 m. Die Stängel sind unbehaart oder spärlich mit locker verworrenen, wenig verzweigten, 1 bis 1,5 mm langen, aus wenigen Zellen bestehenden Trichomen behaart. Die jungen Triebe sind behaart oder gelegentlich fast unbehaart. Die Rinde an älteren Zweigen verkahlt und ist rötlich braun gefärbt.
Die sympodialen Einheiten bestehen aus mehreren Laubblättern. Diese sind einfach, 5 bis 12 (selten nur 2,5) cm lang und 2,5 bis 5 (selten nur 1,3) cm breit, schmal elliptisch und fleischig bis häutig. Die Basis ist spitz bis keilförmig, nach vorn sind sie spitz. Der Blattrand ist ganzrandig, meist zurückgerollt. Die Oberseite der Blätter ist unbehaart, die Unterseite ist entlang der Adern und manchmal auch auf der Blattspreite mit bis zu 1 mm langen, locker stehenden Trichomen behaart. Von der Mittelrippe gehen elf bis 14 Paar primärer Adern. Am Blattrand befindet sich etwa auf einem Drittel der Strecke bis zur Blattmitte eine das Blatt umrundende Ader. Auf der Blattoberseite sind alle Blattadern versunken. Die Blattstiele sind 1 bis 3,5 mm lang, kräftig, unbehaart bis spärlich behaart. Sie trocknen oftmals dunkel.

### Blütenstände und Blüten
Die Blütenstände stehen endständig, werden bis 15 cm lang und sind sehr breit, so dass ihr Umriss kugelförmig ist. Sie sind nahe der Basis stark verzweigt und enthalten 50 bis 100 Blüten. Sie sind unbehaart oder spärlich mit lockeren, verzweigten Trichomen behaart. Der Blütenstandsstiel ist bis zu 1 cm lang, die Blütenstiele sind 1,2 bis 1,5 cm lang, schlank und an der Basis 0,5 bis 1 mm, an der Spitze 1 bis 1,2 mm durchmessend. Zur Blütezeit sind die Stiele abstehend, sie sind unbehaart oder sehr spärlich behaart und an der Basis gelenkartig gebogen. Sie hinterlassen einen deutlichen Zapfen von etwa 0,5 mm Länge. Sie stehen in unregelmäßigen Abständen und können auch in Gruppen stehen, die Abstände zwischen den Blütenstielen betragen 0,5 bis 10 mm. Die Knospen sind zunächst kugelförmig und werden später elliptisch. Bereits vor dem Aufblühen steht die Krone weit über die Kelchröhre hinaus.
Die Blüten sind fünfzählig und immer vollständig ausgebildet. Die Kelchröhre ist 1 bis 1,5 mm lang, becherförmig, dabei aber stark vom Blütenstiel an verjüngt. Sie ist mit 1,5 bis 2 mm langen, breit dreieckigen und unregelmäßig gespaltenen Kelchzipfeln besetzt. Diese sind an den Spitzen mit winzigen, bis zu 0,5 mm langen, verzweigten Trichomen behaart. Die Krone ist lila gefärbt und misst 1,9 bis 3 cm im Durchmesser. Ihre Form ist sternförmig bis sternförmig-fünfeckig, sie ist auf etwa der Hälfte der Länge gelappt. Die Kelchlappen sind 8 bis 10 mm lang und 4 bis 7 mm breit. Zur Blütezeit können sie flach oder leicht glockenförmig sein. An Spitze und den Rändern sind sie dicht papillös behaart, auf der Innenseite reicht die Behaarung ein Stück weit die Mittelader des Kronblatts herab.
Die aus den Staubfäden gebildete Röhre ist kürzer als 0,2 mm, der frei stehende Teil ist 0,75 bis 1,5 mm lang, unbehaart und glänzend. Die Staubbeutel sind gelb, 4,5 bis 5 mm lang, 1,5 bis 2 mm breit; an ihrer Basis sind sie pfeilförmig. Sie öffnen sich durch Poren an den Spitzen, die sich später zu Schlitzen vergrößern. Der Fruchtknoten ist unbehaart, er trägt einen 7 bis 10 mm langen, unbehaarten und glänzenden Griffel mit einer kopfigen und zweigespaltenen Narbe, deren Oberfläche fein papillös ist.

### Früchte und Samen
Die Frucht ist eine kugelförmige, schwarze Beere mit einem Durchmesser von 1,2 bis 1,5 cm. Das Perikarp ist dünn und matt. Die Stiele sind zur Fruchtreife nickend, sie verlängern sich auf eine Länge von 1,6 bis 2 cm, die Spitze verbreitert sich auf einen Durchmesser von etwa 7 mm. Der Kelch ist verholzt, die Kelchzipfel werden bis 5 mm lang und sind an den Rändern blasser. Jede Frucht enthält vier bis sechs Samen. Diese sind abgeflacht nierenförmig, rötlich braun, 5,5 bis 6 mm lang und 3 bis 4 mm breit. Die Samenoberfläche ist fein gekörnt, die Zellen der Samenwand haben einen rund-rechteckigen Umriss.

## Verbreitung und Standorte
Die Art kommt in den Anden im Norden Perus, südlich der Huancabamba-Senke in der Mitte des Tals des Marañón vor. Sie ist dort in Nebelwäldern und Bergwäldern in Höhen zwischen 2500 und 3200 m zu finden.

## Botanische Geschichte und Etymologie
Die Art wurde im Mai 2010 von Sandra Knapp erstbeschrieben. Die Veröffentlichung erfolgte im nur in elektronischer Version erschienenen Journal „PLoS One“, was in dieser Form erstmals geschah. Da in der zur Zeit der Veröffentlichung geltenden Fassung des International Code of Botanical Nomenclature (ICBN) eine solche Veröffentlichungsform nicht vorgesehen war, wurden zeitgleich mit der Veröffentlichung im Internet elf Ausdrucke des Artikels an verschiedene Bibliotheken und an den International Plant Names Index (IPNI) gesendet. Mit der Veröffentlichung wagen die Autorin und die Verleger des Journals einen Vorstoß zur Änderung des ICBN. Ein entsprechender Antrag soll von Sandra Knapp beim International Botanical Congress 2011 in Melbourne, Australien vorgelegt werden.
Das Typusexemplar wurde am 19. Juni 1964 von P.C. Hutchison und J.K. Wright gesammelt. Das Epitheton ehrt Isidoro Sánchez Vega für seinen Beitrag zur Erforschung der Flora Nord-Perus.